# Pellaea nana
Pellaea nana är en kantbräkenväxtart som först beskrevs av William Jackson Hooker, och fick sitt nu gällande namn av Bostock. Pellaea nana ingår i släktet Pellaea och familjen Pteridaceae. Inga underarter finns listade.